# Zöld arasszári
A zöld arasszári (Pteroglossus viridis) a madarak (Aves) osztályának harkályalakúak (Piciformes) rendjébe, ezen belül a tukánfélék (Ramphastidae) családjába tartozó faj.

## Rendszerezése
A fajt Carl von Linné svéd természettudós írta le 1766-ban, a Ramphastos nembe Ramphastos viridis néven, innen helyezték jelenlegi nemébe.

## Alfajai
- Pteroglossus viridis didymus
- Pteroglossus viridis viridis

## Előfordulása
Brazília északi részén, valamint Guyana, Suriname, Francia Guyana és Venezuela területén honos. A természetes élőhelye szubtrópusi és trópusi síkvidéki esőerdők és száraz erdők, valamint szavannák és ültetvények.

## Megjelenése
Testhossza 30–39 centiméter, testtömege 110–162 gramm. Melle és hasa zöldessárga. A hím feje és nyaka fekete, a tojóé gesztenyebarna.
|  |  |

## Életmódja
Gyümölcsökkel, bogyókkal, nektárral, virágokkal és rovarokkal táplálkozik.